# 63e Golden Globe Awards
De 63e Golden Globe Awards, waarbij de prijzen werden uitgereikt in verschillende categorieën voor de beste films en beste televisieprogramma's van 2005, vond plaats op 16 januari 2006 in het Beverly Hilton Hotel in Beverly Hills, Californië.

## Winnaars en genomineerden

### Film

#### Beste Dramafilm
- Brokeback Mountain
  - The Constant Gardener
  - Good Night, and Good Luck
  - A History of Violence
  - Match Point

#### Beste komische of muzikale film
- Walk the Line
  - Mrs Henderson Presents
  - Pride & Prejudice
  - The Producers
  - The Squid and the Whale

#### Beste Regisseur
- Ang Lee – Brokeback Mountain
  - Woody Allen – Match Point
  - George Clooney – Good Night, and Good Luck.
  - Peter Jackson – King Kong
  - Fernando Meirelles – The Constant Gardener
  - Steven Spielberg – Munich

#### Beste acteur in een dramafilm
- Philip Seymour Hoffman – Capote als Truman Capote
  - Russell Crowe – Cinderella Man als James J. Braddock
  - Terrence Howard – Hustle & Flow als DJay
  - Heath Ledger – Brokeback Mountain als Ennis Del Mar
  - David Strathairn – Good Night, and Good Luck. als Edward R. Murrow

#### Beste actrice in een dramafilm
- Felicity Huffman – Transamerica als Sabrina "Bree" Osbourne
  - Maria Bello – A History of Violence als Edie Stall
  - Gwyneth Paltrow – Proof als Catherine Llewellyn
  - Charlize Theron – North Country als Josey Aimes
  - Ziyi Zhang – Memoirs of a Geisha als Chiyo Sakamoto / Sayuri Nitta

#### Beste acteur in een komische of muzikale film
- Joaquin Phoenix – Walk the Line als Johnny Cash
  - Pierce Brosnan – The Matador als Julian Noble
  - Jeff Daniels – The Squid and the Whale als Bernard Berkman
  - Johnny Depp – Charlie and the Chocolate Factory als Willy Wonka
  - Nathan Lane – The Producers als Max Bialystock
  - Cillian Murphy – Breakfast on Pluto als Patrick / Patricia "Kitten" Braden

#### Beste actrice in een komische of muzikale film
- Reese Witherspoon – Walk the Line als June Carter Cash
  - Judi Dench – Mrs Henderson Presents als Laura Henderson
  - Keira Knightley – Pride & Prejudice als Elizabeth Bennet
  - Laura Linney – The Squid and the Whale als Joan Berkman
  - Sarah Jessica Parker – The Family Stone als Meredith Morton

#### Beste mannelijke bijrol
- George Clooney – Syriana als Bob Barnes
  - Matt Dillon – Crash als Officer John Ryan
  - Will Ferrell – The Producers als Franz Liebkind
  - Paul Giamatti – Cinderella Man als Joe Gould
  - Bob Hoskins – Mrs Henderson Presents als Vivian Van Damm

#### Beste vrouwelijke bijrol
- Rachel Weisz – The Constant Gardener als Tessa Quayle
  - Scarlett Johansson – Match Point als Nola Rice
  - Shirley MacLaine – In Her Shoes als Ella Hirsch
  - Frances McDormand – North Country als Glory Dodge
  - Michelle Williams – Brokeback Mountain als Alma Beers Del Mar

#### Beste script
- Larry McMurtry en Diana Ossana – Brokeback Mountain
  - Woody Allen – Match Point
  - George Clooney en Grant Heslov – Good Night, and Good Luck.
  - Paul Haggis en Bobby Moresco – Crash
  - Tony Kushner en Eric Roth – Munich

#### Beste filmmuziek
- John Williams – Memoirs of a Geisha
  - Alexandre Desplat – Syriana
  - Harry Gregson-Williams – De Kronieken van Narnia: De leeuw, de heks en de kleerkast
  - James Newton Howard – King Kong
  - Gustavo Santaolalla – Brokeback Mountain

#### Beste filmsong
- "A Love That Will Never Grow Old" (Gustavo Santaolalla en Bernie Taupin) – Brokeback Mountain
  - "Christmas in Love" (Tony Renis en Marva Jan Marrow) – Christmas in Love
  - "There's Nothing Like a Show on Broadway" (Mel Brooks) – The Producers
  - "Travelin' Thru" (Dolly Parton) – Transamerica
  - "Wunderkind" (Alanis Morissette) – De Kronieken van Narnia: De leeuw, de heks en de kleerkast

#### Beste buitenlandse film
- Paradise Now - Palestina
  - Kung Fu Hustle - China
  - Joyeux Noël - Frankrijk
  - The Promise - China
  - Tsotsi - Zuid-Afrika

### Televisie

#### Beste dramaserie
- Lost (ABC)
  - Commander in Chief (ABC)
  - Grey's Anatomy (ABC)
  - Prison Break (Fox)
  - Rome (HBO)

#### Beste komische of muzikale serie
- Desperate Housewives (ABC)
  - Curb Your Enthusiasm (HBO)
  - Entourage (HBO)
  - Everybody Hates Chris (UPN)
  - My Name Is Earl (NBC)
  - Weeds (Showtime)

#### Beste televisiefilm of miniserie
- Empire Falls (HBO)
  - Into the West (TNT)
  - Lackawanna Blues (HBO)
  - Sleeper Cell (Showtime)
  - Viva Blackpool (BBC America)
  - Warm Springs (HBO)

#### Beste acteur in een dramaserie
- Hugh Laurie – House (Fox) as Dr. Gregory House
  - Patrick Dempsey – Grey's Anatomy (ABC) als Dr. Derek Shepherd
  - Matthew Fox – Lost (ABC) als Jack Shephard
  - Wentworth Miller – Prison Break (Fox) als Michael Scofield
  - Kiefer Sutherland – 24 (Fox) als Jack Bauer

#### Beste actrice in een dramaserie
- Geena Davis – Commander in Chief (ABC) als President Mackenzie Allen
  - Patricia Arquette – Medium (NBC) als Allison DuBois
  - Glenn Close – The Shield (FX) als Capt. Monica Rawling
  - Kyra Sedgwick – The Closer (TNT) als Deputy Chief Brenda Leigh Johnson
  - Polly Walker – Rome (HBO) als Atia of the Julii

#### Beste acteur in een komische of muzikale serie
- Steve Carell – The Office (NBC) als Michael Scott
  - Zach Braff – Scrubs (NBC) als Dr. John "J.D." Dorian
  - Larry David – Curb Your Enthusiasm (HBO) als Larry David
  - Jason Lee – My Name Is Earl (NBC) als Earl Hickey
  - Charlie Sheen – Two and a Half Men (CBS) as Charlie Harper

#### Beste actrice in een komische of muzikale serie
- Mary-Louise Parker – Weeds (Showtime) als Nancy Botwin
  - Marcia Cross – Desperate Housewives (ABC) als Bree Van de Kamp
  - Teri Hatcher – Desperate Housewives (ABC) als Susan Mayer
  - Felicity Huffman – Desperate Housewives (ABC) als Lynette Scavo
  - Eva Longoria – Desperate Housewives (ABC) als Gabrielle Solis

#### Beste acteur in een miniserie of televisiefilm
- Jonathan Rhys Meyers – Elvis (CBS) als Elvis Presley
  - Kenneth Branagh – Warm Springs (HBO) als Franklin D. Roosevelt
  - Ed Harris – Empire Falls (HBO) als Miles Roby
  - Bill Nighy – The Girl in the Café (HBO) als Lawrence
  - Donald Sutherland – Human Trafficking (Lifetime) als Agent Bill Meehan

#### Beste actrice in een miniserie of televisiefilm
- S. Epatha Merkerson – Lackawanna Blues (HBO) as Rachel "Nanny" Crosby
  - Halle Berry – Their Eyes Were Watching God (ABC) als Janie Crawford
  - Kelly Macdonald – The Girl in the Café (HBO) als Gina
  - Cynthia Nixon – Warm Springs (HBO) als Eleanor Roosevelt
  - Mira Sorvino – Human Trafficking (Lifetime) als Agent Kate Morozov / Katya Morozova

#### Beste mannelijke bijrol in een televisieserie, miniserie of televisiefilm
- Paul Newman – Empire Falls (HBO) as Max Roby
  - Naveen Andrews – Lost (ABC) als Sayid Jarrah
  - Jeremy Piven – Entourage (HBO) als Ari Gold
  - Randy Quaid – Elvis (CBS) als Colonel Tom Parker
  - Donald Sutherland – Commander in Chief (ABC) als Speaker of the House Nathan Templeton

#### Beste vrouwelijke bijrol in een televisieserie, miniserie of televisiefilm
- Sandra Oh – Grey's Anatomy (ABC) als Dr. Cristina Yang
  - Candice Bergen – Boston Legal (ABC) als Shirley Schmidt
  - Camryn Manheim – Elvis (CBS) als Gladys Presley
  - Elizabeth Perkins – Weeds (Showtime) als Celia Hodes
  - Joanne Woodward – Empire Falls (HBO) als Francine Whiting